# Amelia International
Pour les articles homonymes, voir Amelia.
Rapprocher nos horizons
Amelia International (ex-Aero4M) est une compagnie aérienne de droit slovène qui appartient au groupe d'aviation français Regourd Aviation (au nom commercial Amelia) et dont l'activité principale est la location d'avion avec équipage pour des compagnies tierces, le transport régulier de passagers en France et à l'étranger et le transport des sportifs.

## Histoire
Aero4M est créée en 2008 et s'occupait de maintenance en base et en ligne pour hélicoptères. C'est en juin 2012 qu'Aero4M est devenue une compagnie aérienne. Le groupe Regourd Aviation (devenu Amelia) utilise cette compagnie au certificat de transport aérien slovène pour faire voler une partie de sa flotte en Europe, flotte composée essentiellement de biréacteur de 50 places type ERJ 145.
En juillet 2019, le groupe Regourd Aviation annonçait changer de nom et devenait Amelia (en hommage à l'aviatrice américaine Amelia Earhart) ce qui entrainerait progressivement le changement de nom de ses filiales comme Aero4M qui devenait Amelia International,,.
Le 21 janvier 2020, Amelia assurera seule, en tant que compagnie aérienne autonome, la ligne Rodez-Paris/Orly, reprise à la suite d'un appel d'offres (sous OSP Obligation de service public) à Eastern Airways. C'est sa première ligne régulière commerciale sous son nom propre et non au nom d'une compagnie tierce. À la suite du départ précipité d'Air France sur la ligne Paris-Clermont Ferrand, Amelia assura sa deuxième ligne en propre à compter de septembre 2020 sur cette desserte.
En novembre 2020, Amelia signe un accord de partage de codes avec la compagnie Air France.

## Activités
La compagnie Amelia International est spécialisée dans l'affrètement par des compagnies tierces avec équipage (pilotes et hôtesses), comme par exemple avec Air France sur les lignes régulières depuis octobre 2018 au départ de Lorient vers Roissy-CDG et Lyon jusqu'en mars 2020 , depuis mars 2019 au départ d'Aurillac pour Paris-Orly, depuis juin 2019 au départ de Castres pour Paris-Orly ou pour le transport à la demande (notamment par les équipes de football ou rugby professionnel parmi lesquelles le Football Club de Lorient, l'Olympique de Marseille, le Stade rennais, L'Olympique Lyonnais, le LOSC Lille, le PSG, le FC Nantes, le Racing 92, le R.C.T "Rugby Club Toulonnais").
En Février 2020, Amelia international assurait les lignes régulières suivantes,:
• Lorient - Paris (CDG)
• Lorient - Lyon
• Aurillac - Paris (Orly)
• Castres - Paris (Orly)
• Rodez - Paris (Orly)
• Brive - Paris (Orly)
En pleine crise du coronavirus, la compagnie qui exploite des lignes intérieures pour Air France et sa propre ligne à Rodez, interrompt ses vols commerciaux et rapatrie ses avions sur l'aéroport de Saint-Brieuc.
Cette crise sanitaire met fin précipitamment au contrat d'affrètement avec Air France sur Lorient (vols vers CDG et Lyon), le 22/03/2020 avec un dernier vol CDG-LRT avec l'ERJ 145 immatriculé S5-ACJ. Air France ayant décidé de suspendre l'ensemble de ses vols intérieurs en raison du Covid-19.
À la reprise progressive des vols intérieurs post-covid et à la suite de l'abandon de certaines lignes intérieures par Air France, Amelia reprend la ligne Clermont-Ferrand-Paris Orly en septembre 2020.
En Octobre 2020, Amelia international assurait les lignes régulières suivantes pour son propre compte ou celui d'Air France:
• Aurillac - Paris (Orly)
• Castres - Paris (Orly)
• Rodez - Paris (Orly)
• Brive - Paris (Orly)
• Clermont-Ferrand - Paris (Orly)
• Tarbes - Paris (Orly)
En Août 2022, Amelia international assurait les lignes régulières suivantes :
Pour le compte d'Air France :
• Aurillac - Paris (Orly)
• Castres - Paris (Orly)
Pour son propre compte :
• Rodez - Paris (Orly)
• Brive - Paris (Orly) avec deux lignes saisonnières de Brive vers Ajaccio et Nice
• Strasbourg - Munich
• Strasbourg - Amsterdam
En Juillet 2024, Amelia International assurait les lignes régulières suivantes :
- Rodez - Paris (Orly)
- Brive - Paris (Orly)
- Strasbourg - Amsterdam

et en saisonniers : 
- Brive - Ajaccio , Brive - Bruxelles et Brive - Nice.

En Août 2024, Amelia renonce à poursuivre la ligne Brive - Orly à compter du 02 septembre en raison de la hausse de certains coûts notamment le kérosene.
Depuis le 17 février 2025, Amelia International exploite la nouvelle liaison Pau – Paris-Orly en partenariat avec Air France. En juillet 2025, c'est la seule ligne régulière proposée au catalogue d'Amélia International. 

## Flotte
La flotte 2022 d'Amelia International est composée d'avions de 37, 48 et 72 sièges:
- F-GRGP (ERJ135), F-HRAM (ERJ145), F-HRAV (ERJ145), F-HRGD (ERJ145), F-HESR (ERJ145), S5-ACJ (ERJ145), SE-DZA (ERJ145), F-HIPY (ATR72), F-HLIA (ATR42), F-HGNU (ATR72), F-HYOG (ERJ145), F-HLIP (ERJ135), F-HDSJ (A319), EI-SLP (ATR 72-212 Cargo), F-HOXY (ERJ145), F-HMOV (ERJ135).
Ces avions sont entretenus dans les ateliers de la filiale maintenance d'Amelia by Regourd Aviation à savoir la société Amelia Tech (ex-AirMain), basée sur l'aéroport de Saint-Brieuc Armor,.
Amelia International a intégré en Juin 2019 un ATR 72-600 de 72 places et de nouvelle génération pour exploiter la ligne régulière Paris-Aurillac pour le compte d'Air France, immatriculé F-HIPY, mais changé après la crise sanitaire du coronavirus sur cette même ligne par un ATR 42-500 immatriculé F-HLIA, entré en flotte en Février 2020 .
Amelia a également acheté courant 2020, 2 ERJ145 et 2 ERJ135 à l’armée belge et en 2021, un Airbus 319.
En Août 2024, le groupe Amelia compte 19 appareils de 8 à 180 sièges dont 4 Airbus 320, 2 Airbus 319, 9 ERJ-145, 3 ERJ-135 et 1 Learjet 45 VIP/EVASAN.

Avions d'Amelia International
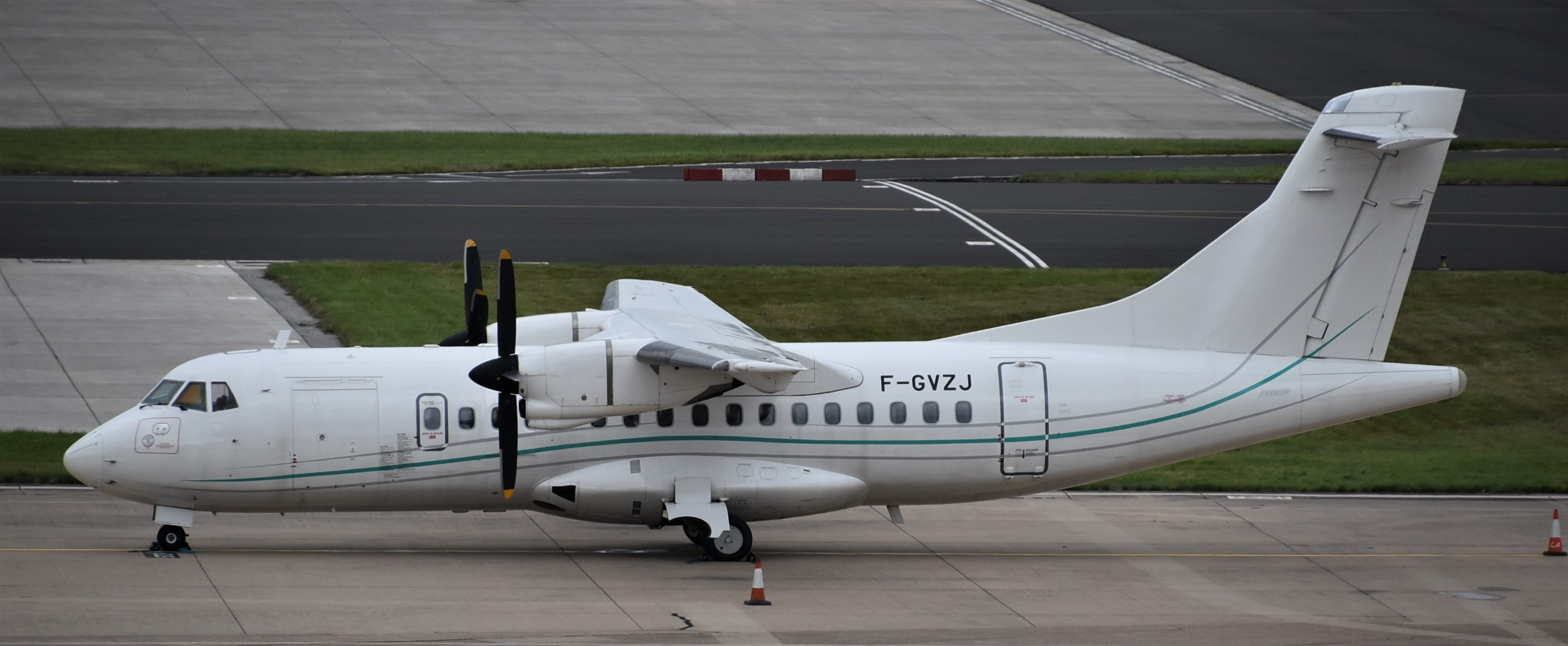
Ancien ATR 42 F-GVZJ d'Amelia International
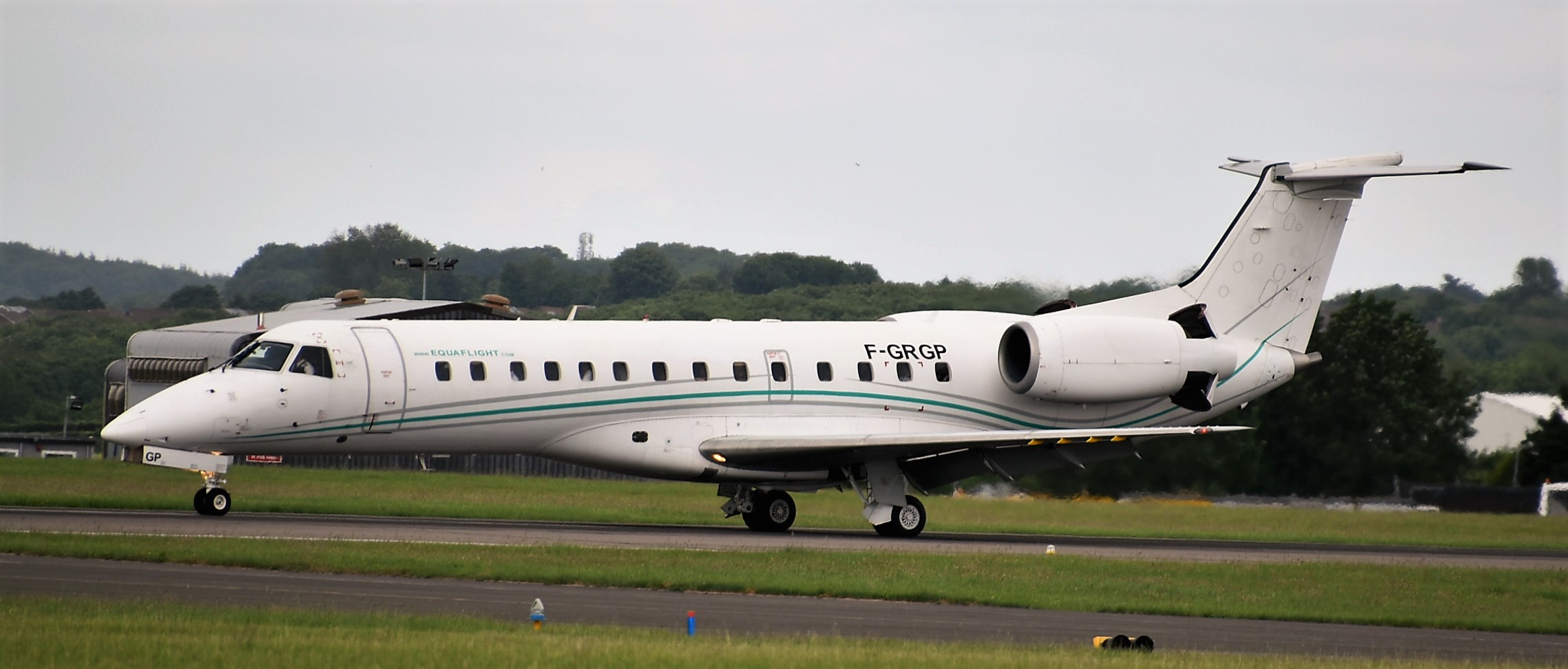
ERJ135 F-GRGP d'Amelia International
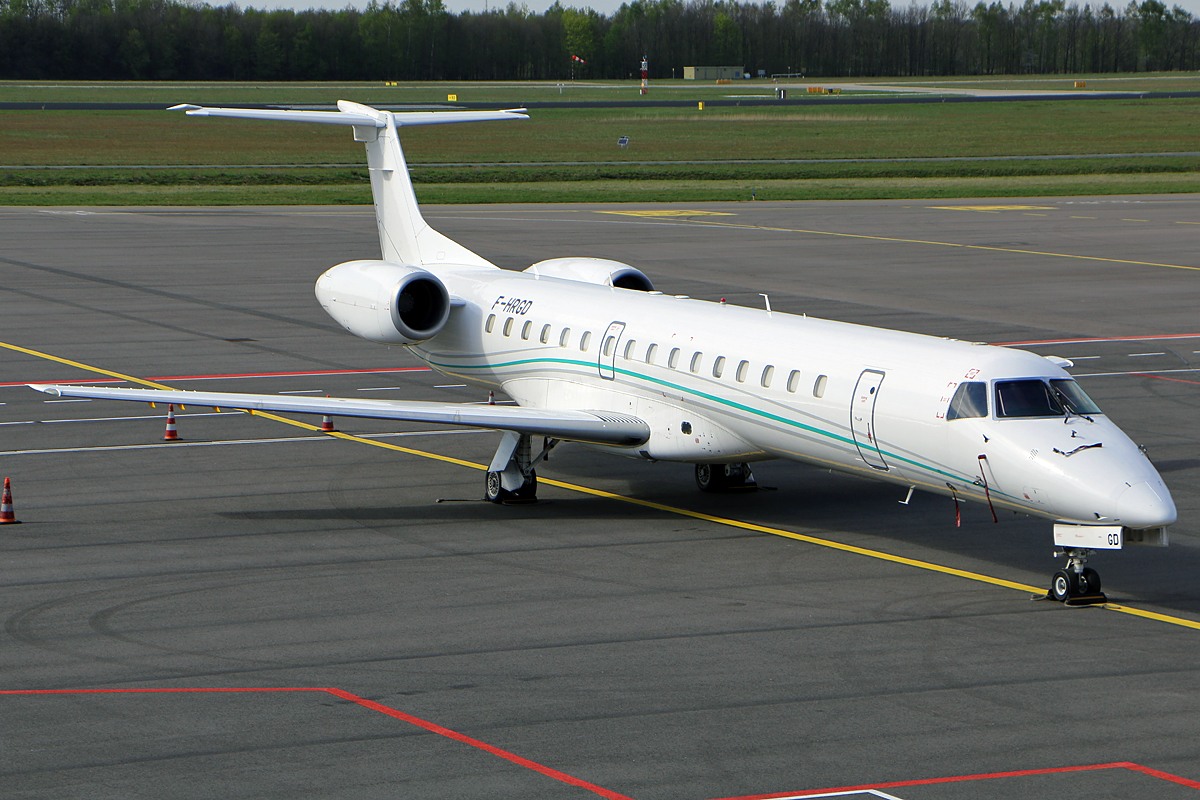
ERJ145 F-HRGD d'Amelia International
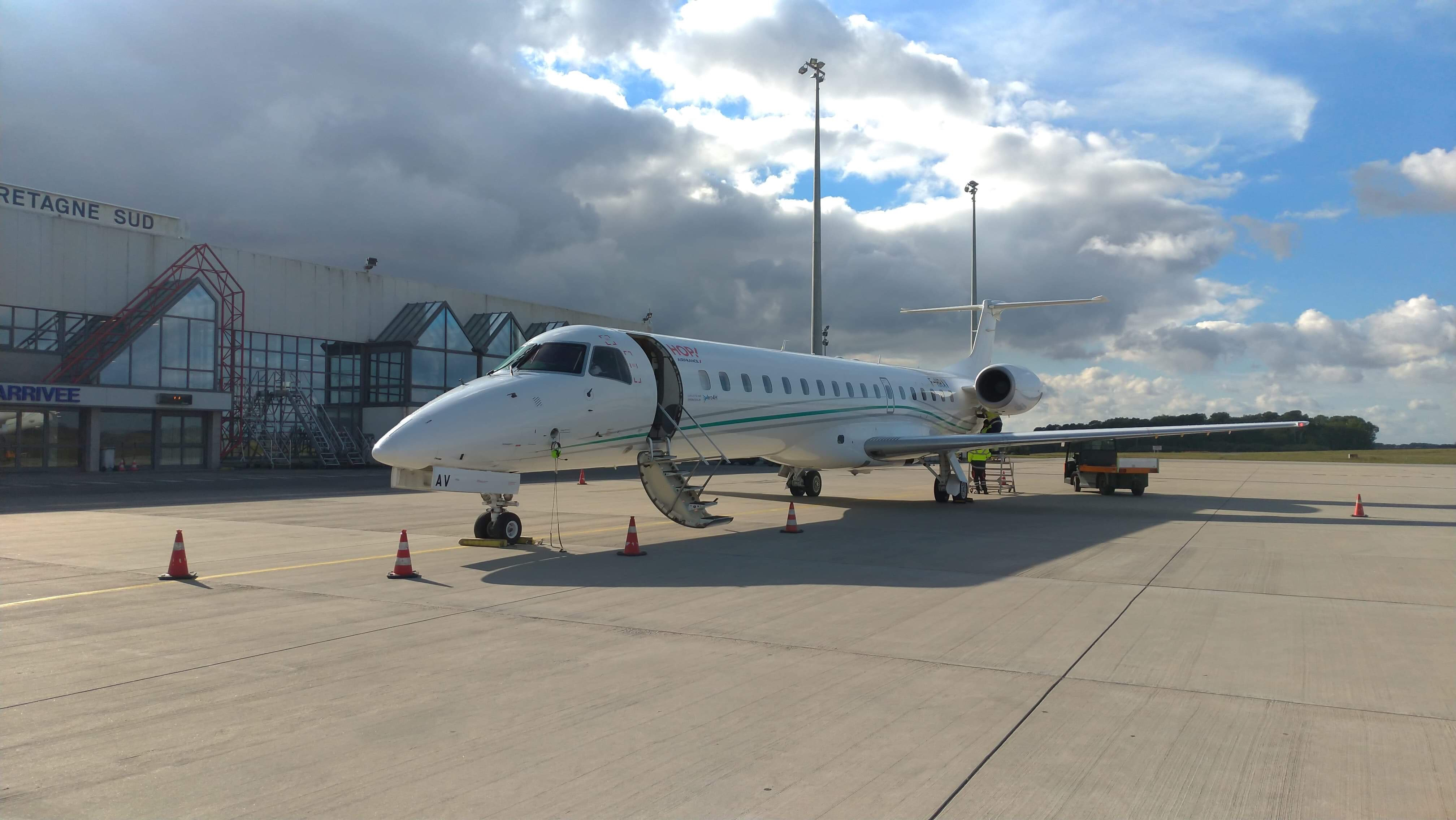
ERJ145 F-HRAV d'Amelia International sur la ligne régulière Lorient-Lyon (Oct.2018)
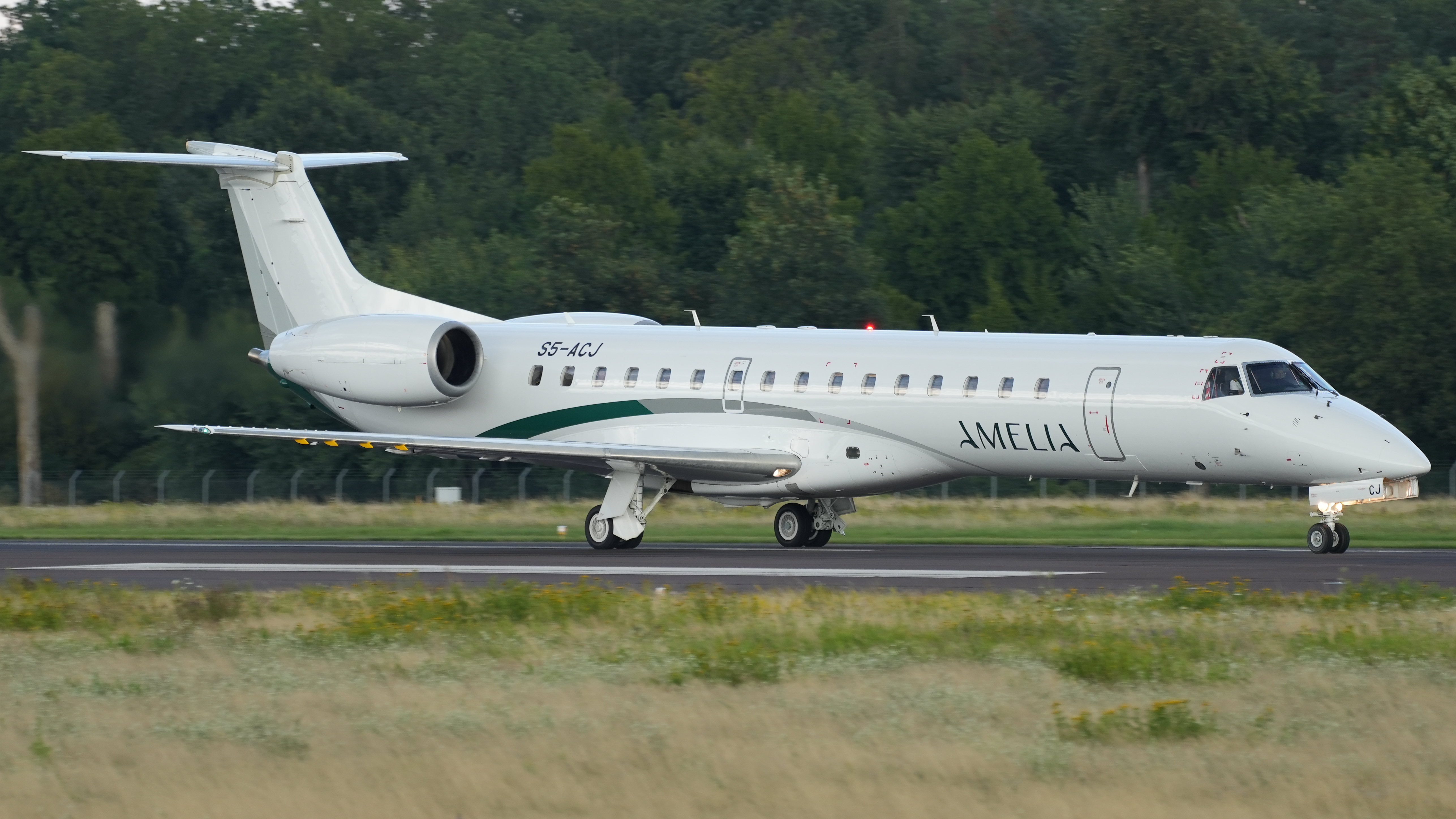
ERJ-145 S5-ACJ en 2023
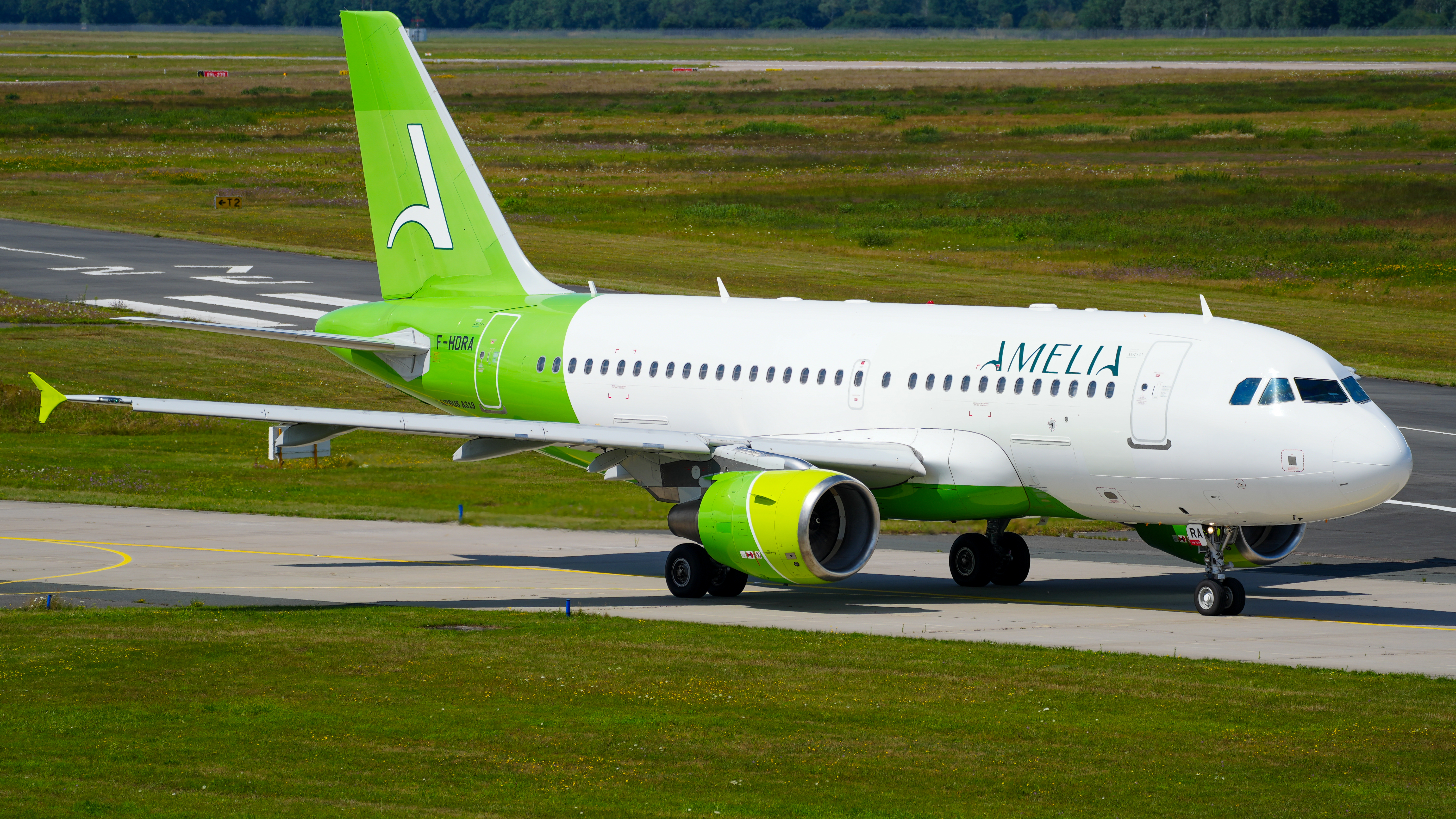
Airbus A319 F-HDRA en 2023